# Домі-хан
Домі-хан (*д/н — 646) — 3-й володар Сеяньтоського каганату в 645—646 роках.

## Життєпис
Син кагана Ін-чор Більге-хана. Замолоду звався Багадур (в китайських джерелах — Бачжуо). У 638 році, коли батько розділив управління на південь і північ, Багадур отримав першу адміністративну одиницю з належним військом та титулом си-ябгу. Відомо, що танський уряд намагався стикнути Багадура з його братом Ялібі, що керував північчю, але без значного успіху.
645 року після смерті батька претендував на трон, але за заповітом владу отримав його брат Єман (як Тулі або Ту-Ябгу). Але вже через місяць Багадур повалив того, захопивши владу. Отримав визнання про це від імператора Лі Шиміня, що надав йому титул цзяліцзюлісюйешадуомі-кагана.
Втім невдовзі почав напади на китайські володіння. У відповідь імператор відправив 3 армії проти кагана, якому було завдано поразки. В цей час проти нього повстали васали — клани хуйху-уйгурів, в одній із сутичок з якими 646 року Домі-хан загинув. Боротьбу продовжив його стриєчний брат Ільтебучі-каган.